# دانجنس
دانجنس (به انگلیسی: Dungeness) یک روستا در بریتانیا است که در کنت (انگلستان) واقع شده‌است.